# Neecha nagar
Neecha nagar (in italiano "città bassa") è un film del 1946 diretto da Chetan Anand. Vinse il Grand Prix du Festival International du Film come miglior film al Festival di Cannes 1946.

## Trama
Nel paese marittimo di Neecha Nagar, il crudele imprenditore Sarkar ha deciso di prendere il controllo della costa e dei fiumi per i propri scopi, impoverendo ancora di più il popolo. Tuttavia scoppiano proteste e moti insurrezionali, guidati da Balraj. Senza che Sarkar se ne accorga, mentre progetta la sua centrale di petrolio, sua figlia Maya si unisce alla lotta dei proletari, innamorandosi inoltre di Balraj. Nel frattempo la centrale, con le sue scorie, inizia a mietere le prime vittime, e scoppia la rivolta definitiva.

## Riconoscimenti
- Festival di Cannes 1946
  - Grand Prix du Festival